# Mjösjön (Gudmundrå socken, Ångermanland)
Mjösjön är en sjö i Kramfors kommun i Ångermanland och ingår i Ångermanälven-Gådeåns kustområde.